# Завод азотних добрив у Трасоні/Авілесі

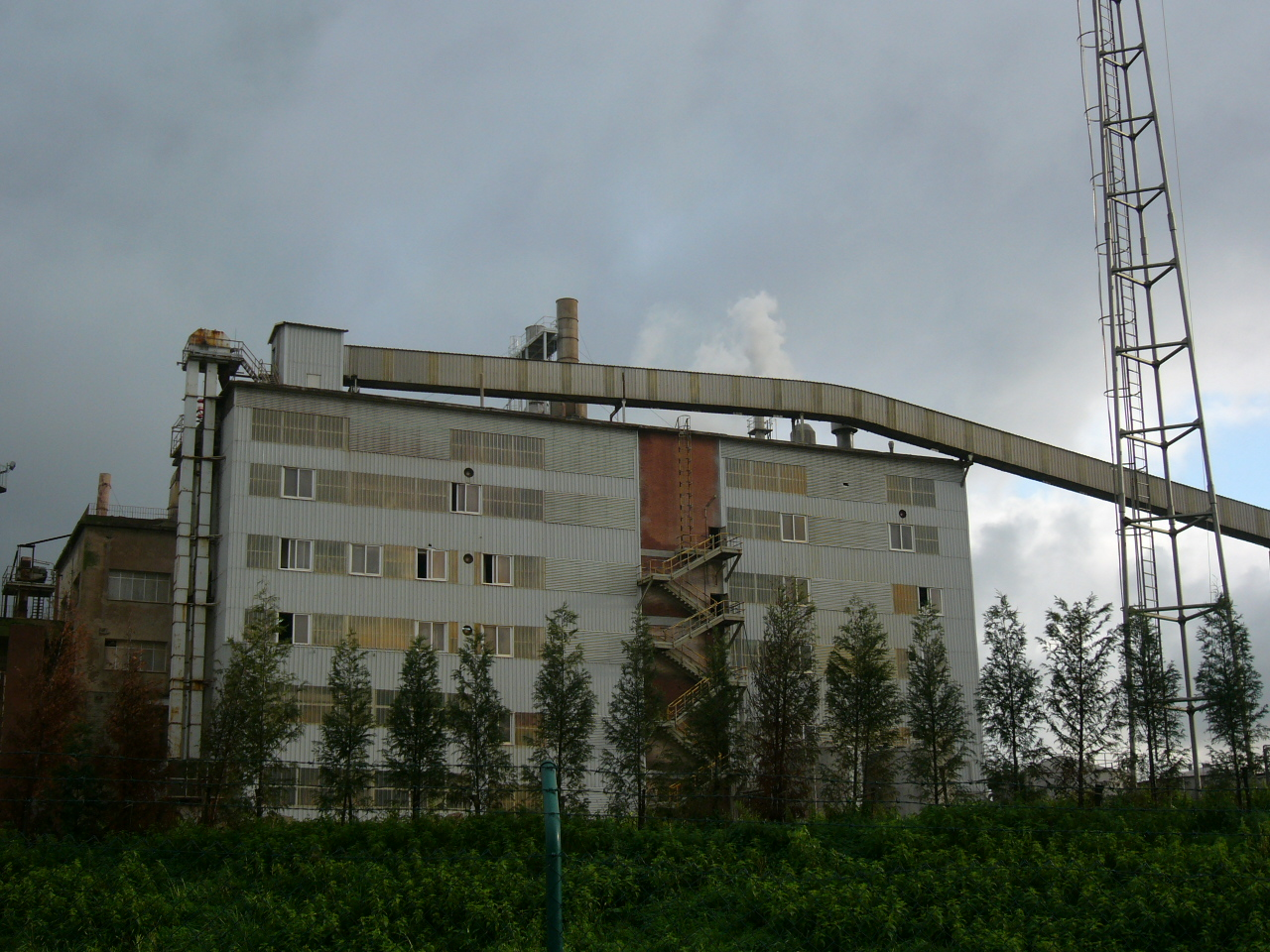
Одна з будівель комплекс у Трасоні, 2005 рік

Завод азотних добрив у Трасоні/Авілесі – виробничий комплекс на півночі Іспанії у регіоні Астурія.
Завод запустила у 1970 році державна компанія Empresa Nacional Siderúrgica Sociedad Anónima (ENSIDESA), що володіла розташованим у Авілесі найбільшим металургійним комбінатом Іспанії. Киснева станція останнього в процесі розділення повітря також продукувала азот, а коксохімічне виробництво видавало великі обсяги багатого на водень коксового газу, що створювало передумови для виробництва аміаку. 
Виробничий комплекс складався із двох розташованих на відстані майже три кілометри один від одного майданчиків:
- заводу аміаку в Авілесі річною потужністю 107 тисяч тонн, який розмістили поблизу коксохімічного виробництва та кисневої установки;
- заводу з виробництва добрив у паррокії Трасон, де, зокрема, продукували нітратну кислоту (результат конверсії аміаку) та нітрат амонію (продукт реакції нітратної кислоти та все того ж аміаку). Частину останнього продукту в обсягах до 35 тисяч тонн випускали як пористий нітрат амонію (основа промислової вибухівки).
Вже у 1974-му комплекс з виробництва добрив передали спеціалізованій державній структурі Empresa Nacional de Fertilizantes (ENFERSA), яка наприкінці 1980-х була поглинута приватним концерном Ercros  та об’єднана із його новоствореним підрозділом добрив у компанію FESA-ENFERSA. Невдовзі Ercros потрапив у скрутне фінансове становище і, хоч і зміг у підсумку відновити діяльність, проте його активи з виробництва добрив у 1995-му перейшли під контроль групи Villar Mir, що створила для управління ними компанію Fertiberia (в 1960-х – 1970-х роках вже діяла структура з такою назвою, заводи якої через серію поглинань також опинились серед активів Ercros).
Виробництво аміаку в Авілесі зупинили ще в 1988 році, після чого цей майданчик перетворили на станцію зберігання та перекачування аміаку, ввезеного через порт Авілес. Завод у Трасоні продовжив діяльність, при цьому того ж 1988-го замовили модернізацію розташованих тут двох ліній азотної кислоти продуктивністю по 390 тон на добу.
Станом на середину 2000-х в Трасоні могли щорічно продукувати 250 тисяч тонн кальцій-аміачної селітри (продукт змішування нітрату амонію з меленим доломітом) та 180 тисяч тонн комплексних азотно-фосфорно-калійних добрив (технологія виробництва передбачала реакцію фосфорної, нітратної та сульфатної кислоти з аміаком із наступним додаванням у отриману рідину хлориду калію, після чого відбувався процес гранулювання та сушки). Для цього йому було потрібно 107 тисяч тонн аміаку, 60 тисяч тонн доломіту, 30 тисяч тонн фосфоритів (зазвичай розкладаються сульфатною кислотою із отриманням фосфорної кислоти), 16 тисяч тонн фосфорної кислоти, 40 тисяч тонн хлориду калію та сульфатну кислоту.
В 2007-му припинили продукування комплексних добрив, замість яких запустили лінію нітросульфату амонію (результат реакції нітрату амонію, сульфатної кислоти та аміаку) з проектною річною потужністю 150 тисяч тонн на рік. Також за потреби майданчик може випускати таке добриво, як нітрат магнію (продукт розчинення магнезиту нітратною кислотою) у рідкій (60 м3 на добу) та кристалізованій (12 тонн на добу) формі.
В 2018-му завод у Трасоні випустив рекордний за всю історію обсяг нітратної кислоти – 206 тисяч тонн. Того ж року було продуковано рекордний обсяг нітросульфату амонію, при тому що в 2015-му зафіксували результат по цьому продукту на рівні значно вищій від проектної – 220 тисяч тонн. 
Майданчик споживає великі обсяги сульфатної кислоти, так, в 2015-му її знадобилось 120 тисяч тонн. Цей продукт постачає автоцистернами компанія Asturiana de Zinc зі свого заводу в Кастрільйоні. Щоб уникнути можливих перебоїв з поставками, у 2018-му Fertiberia запустила в порту Авілес термінал для прийому сульфатної кислоти, що має склад ємністю 12 тисяч тонн. Доставку сульфатної кислоти з порту на завод так само здійснюють автотранспортом.